# Bayern Munich (club d'échecs)
| Bayern Munich         | Bayern Munich                                         |
| --------------------- | ----------------------------------------------------- |
| Logo du Bayern Munich |                                                       |
| Données du club       |                                                       |
| Création :            | 1980                                                  |
| Ligue                 | Hommes : Bundesliga Femmes : 2e Bundesliga            |
| Dirigeant :           | Jörg Wengler                                          |
| Membres :             | 104 (en 2015)                                         |
| Lieu :                | Centre Anton Fingerle 47, rue Schliersee 81539 Munich |
| Adresse :             | Säbener Str.51 81547 Munich                           |
| Site Internet :       | www.fcbayern-schach.de                                |

Le département d'échecs du Bayern Munich (ou FC Bayern Munich) est une des huit divisions du club omnisports Bayern Munich, dédiée aux échecs. Il a été créé en 1980 par l'absorption du club d'échecs Anderssen Bavaria. L'équipe masculine a été neuf fois championne d'Allemagne par équipe entre 1983 et 1995 et vainqueur de la Coupe d'Europe en 1992. Depuis, cette période faste a cessé. L'équipe masculine fait la navette entre les première et deuxième ligues d'échecs de Bundesliga, et il en va de même pour l'équipe féminine.

## Histoire du club
Lorsque la Bundesliga à groupe unique est créée en 1980, le club d'échecs munichois Anderssen Bavaria est absorbé par le FC Bayern Munich pour en faire un département dédié aux échecs. Le club  Anderssen Bavaria, fondé en 1908, avait participé à la phase finale du championnat allemand l'année précédente.
Grâce au soutien financier de Heinrich Jellissen, le département devient rapidement l'un des plus grands clubs d'échecs allemands. Entre 1983 et 1995, il remporte le titre de champion d'Allemagne à neuf reprises. En 1992, il peut en plus célébrer sa première victoire en Coupe d'Europe. A cette époque, faisaient notamment partie de l'effectif les grands maîtres Robert Hübner, Arthur Youssoupov et Zoltán Ribli.
Après le décès de Heinrich Jellinssen, en décembre 1994, le département est en butte à des difficultés financières. La présidence générale du FC Bayern Munich, sous la direction de Franz Beckenbauer, décide de se limiter à une seule équipe professionnelle, celle du football. Le département d'échecs du FC Bayern Munich se retire donc de Bundesliga et retourne en Oberliga bavaroise, division régionale.
Lors de la saison 1999/2000, l'équipe première parvient à monter en Deuxième Bundesliga (groupe "2. Bundesliga Süd"). En 2008, l'équipe se hisse à nouveau au sein de l'élite allemande, en Première Bundesliga.

## Palmarès général
En 2002, l’équipe féminine descend également en 2e Bundesliga. Elle retrouvera l'élite en 2016.

## Joueurs célèbres
Lors de la saison 2019/20, les grands maîtres Niclas Huschenbeth, Sebastian Bogner, Valentin Dragnev et Klaus Bischoff, entre autres, sont inscrits au FC Bayern Munich.

## Palmarès

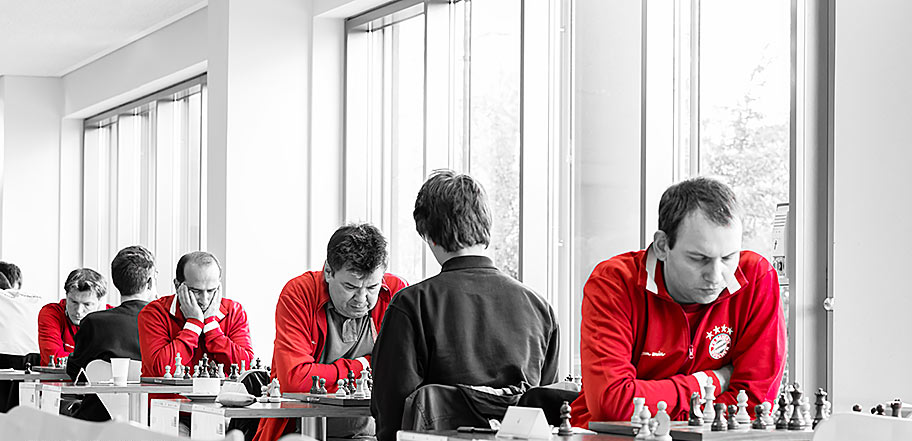
Les joueurs du FC Bayern Munich sur les échiquiers 1 à 4 dans le match de Bundesliga contre le Hamburger SK

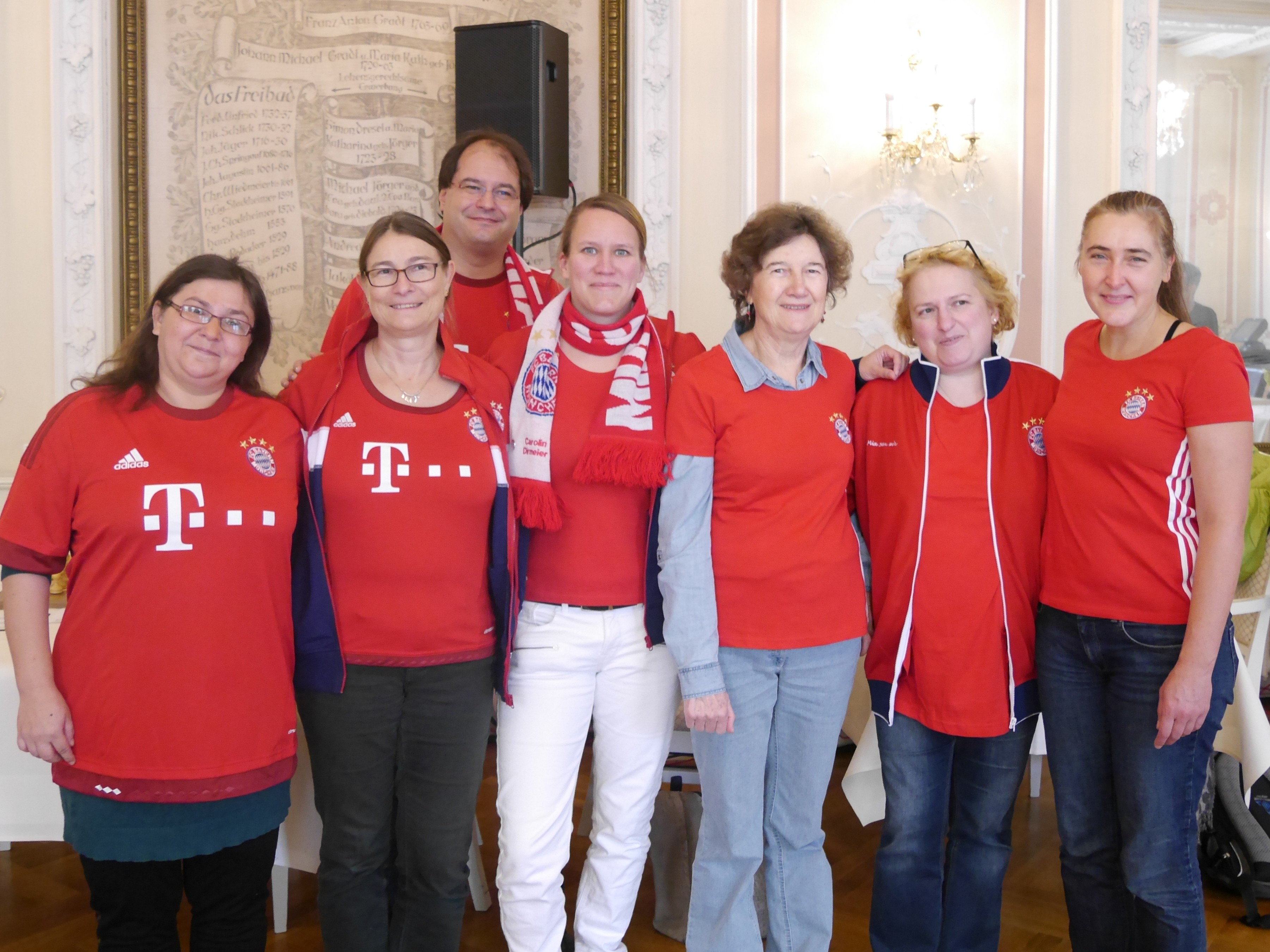
L'équipe féminine en 2016 à Baden-Baden

### Palmarès général
- Vainqueur de la Coupe d'Europe (1): 1992[3]
- Champion d'Allemagne (9): 1983[3], 1985[3], 1986[3], 1989[3], 1990[3], 1991[3], 1992[3], 1993[3], 1995[3]
- Vainqueur de la coupe d'Allemagne : 1991[3], 1992[3], 1993[3], 1995[3]
- Championnat de blitz allemand (13): 1984, 1985, 1987, 1988, 1989, 1990, 1991, 1992, 1993, 1994, 1995, 2011, 2015 (record).
- Tableau d'honneur éternel de la ligue d'échecs allemande : 6ème place (statut après la saison 2018/19)

Palmarès féminin
- Promotion en 2ème Bundesliga: 2002
- Promotion en 1er Bundesliga: 2016 et 2018.

## Anecdote
Dans son programme Darüber lächt die Welt, l'humoriste allemand Hape Kerkeling s'est présenté comme grand maître iranien et a défié plusieurs joueurs du FC Bayern Munich en partie simultanée. Il était en réalité soutenu par Elisabeth Pähtz.